# Eurema zelia
Espèce
Eurema zelia est une espèce de papillons de la famille des Pieridae, de la sous-famille des Coliadinae et du genre Eurema présent en Afrique.

## Dénomination
Eurema zelia a été décrit par Hippolyte Lucas en 1852 sous le nom initial de Terias zelia.
Synonyme : Teriocolias zelia ..

### Sous-espèces
- Eurema zelia zelia en Bolivie,  au Pérou et en  Argentine.
- Eurema zelia andina (Forbes, 1928) au Pérou et au Chili.
- Eurema zelia mathani (Field, 1950) au Pérou.
- Eurema zelia  pacis (Röber, 1909)  au Pérou[1].

## Écologie et distribution
Eurema zelia est présent en Bolivie, au Pérou, au Chili et en Argentine.

### Protection
Pas de statut de protection particulier.